# مالکوویتسه (استان اشوی‌داشکسیه)
مالکوویتسه (به لهستانی: Malkowice) یک منطقهٔ مسکونی در لهستان است که در گمینا بوگوریا واقع شده‌است. مالکوویتسه ۲۷۹٫۹ متر بالاتر از سطح دریا واقع شده‌است.